# Port lotniczy Rockhampton
Port lotniczy Rockhampton (IATA: ROK, ICAO: YBRK) – jeden z największych regionalnych portów lotniczych Australii położony w pobliżu miasta Rockhampton, w stanie Queensland.

## Linie lotnicze i połączenia
- Qantas obsługiwane przez Alliance Airlines (Brisbane)
- Qantas obsługiwane przez QantasLink (Brisbane, Cairns, Gladstone, Mackay, Townsville)
- Tiger Airways Australia (Melbourne)
- Virgin Blue (Brisbane, Sydney, Townsville)